# イヌロスクラーゼ
イヌロスクラーゼ(Inulosucrase、EC 2.4.1.9)は、以下の化学反応を触媒する酵素である。
スクロース + (2,1-β-D-フルクトシル)n{\displaystyle \rightleftharpoons }グルコース + (2,1-β-D-フルクトシル)n+1
従って、この酵素の2つの基質はスクロースと(2,1-β-D-フルクトシル)n、2つの生成物はグルコースと(2,1-β-D-フルクトシル)n+1である。
この酵素は、グリコシルトランスフェラーゼ、特にヘキソシルトランスフェラーゼに分類される。系統名は、スクロース:2,1-β-D-フルクタン 1-β-D-フルクトシルトランスフェラーゼである。その他よく用いられる名前に、sucrose 1-fructosyltransferase等がある。